# 카사 (프로게이머)
카사(Karsa, 본명: 훙하오쉬안(중국어: 洪浩軒, 병음: Hóng Hàoxuān, 1997년 2월 14일 ~ )은 타이완의 프로게이머이다. 주 종목은 리그 오브 레전드이며 포지션은 정글러이다. 현재 리그 오브 레전드 프로리그의 빅토리 파이브 소속이다.